# Cephus
Cephus (лат.) — род насекомых из отряда перепончатокрылых. Распространены в Евразии и Северной Америке.

## Описание
Длина тела 5—10 мм. Ширина переднеспинки больше длины. Церки короткие.

## Экология
Личинки развиваются в стеблях злаков. Вредят зерновым культурам.

## Классификация
В мировой фауне насчитывают более 20 видов.
- Cephus pygmeus (Linnaeus, 1767) — Южная Швеция, Дания, Центральная Европа, Южная Европа, Малая Азия, Центральная Азия, ввезён в Северную Америку
- Cephus brachycercus Thomson, 1871 — от Европы до Сербии (Иркутск), Кавказ, Центральная Азия
- Cephus cinctus Norton, 1872 — Северная Америка
- Cephus cultratus Eversmann, 1847 — Европа
- Cephus fumipennis Eversmann, 1847 — Центральная Европа, Урал
- Cephus nigrinus Thomson, 1871 — Центральная Европа, Сибирь (Иркутск)

## Распространение
Представители рода встречаются в Евразии, два вида (Cephas pygmaeus и Cephas cinctus) в Северной Америке вероятно  являются интродуцентами.